# ویدویل (آریزونا)
ویدویل (به انگلیسی: Weedville) یک منطقهٔ مسکونی در ایالات متحده آمریکا است که در شهرستان مریکوپا، آریزونا واقع شده‌است. این یک منطقه مسکونی کوچک خارج از محدوده شهر پیوریا بود که در سال ۱۹۱۱ تأسیس شد.
ویدویل ۳۶۵ متر بالاتر از سطح دریا واقع شده‌است.